# Kandyty
Kandyty (Duits: Kanditten) is een plaats in het Poolse district  Bartoszycki, woiwodschap Ermland-Mazurië. De plaats maakt deel uit van de gemeente Górowo Iławeckie en telt 980 inwoners.